# Веста (Південна Дакота)
Веста (англ. Wasta), лак. Ваште (Wašté)  — місто (англ. town) в США, в окрузі Пеннінґтон штату Південна Дакота. Населення — 65 осіб (2020).

## Географія
Веста розташована за координатами 44°4′10″ пн. ш. 102°26′47″ зх. д. / 44.06944° пн. ш. 102.44639° зх. д. (44.069531, -102.446368).  За даними Бюро перепису населення США в 2010 році місто мало площу 0,50 км², уся площа — суходіл.

### Клімат
| Клімат : Веста               | Клімат : Веста | Клімат : Веста | Клімат : Веста | Клімат : Веста | Клімат : Веста | Клімат : Веста | Клімат : Веста | Клімат : Веста | Клімат : Веста | Клімат : Веста | Клімат : Веста | Клімат : Веста | Клімат : Веста |
| Показник                     | Січ.           | Лют.           | Бер.           | Квіт.          | Трав.          | Черв.          | Лип.           | Серп.          | Вер.           | Жовт.          | Лист.          | Груд.          | Рік            |
| Абсолютний максимум, °C      | 22,8           | 25,0           | 30,0           | 36,1           | 38,9           | 43,9           | 43,9           | 42,8           | 41,7           | 36,7           | 30,0           | 22,2           | 43,9           |
| Середній максимум, °C        | 2,2            | 4,4            | 10,0           | 16,1           | 21,7           | 27,2           | 31,7           | 31,1           | 25,6           | 17,2           | 8,9            | 2,2            | 16,6           |
| Середня температура, °C      | −5             | −2,8           | 2,8            | 8,3            | 14,4           | 20,0           | 23,9           | 23,3           | 17,2           | 9,4            | 1,7            | −5             | 9,1            |
| Середній мінімум, °C         | −12,2          | −10            | −5             | 0,6            | 7,2            | 12,2           | 16,1           | 15,0           | 8,3            | 1,1            | −6,1           | −12,2          | 1,3            |
| Абсолютний мінімум, °C       | −36,1          | −38,9          | −33,9          | −15            | −9,4           | 0,0            | 3,3            | 1,7            | −7,2           | −20            | −31,7          | −36,1          | −38,9          |
| Норма опадів, мм             | 6              | 13             | 26             | 45             | 87             | 68             | 49             | 41             | 34             | 40             | 17             | 10             | 436            |
| ---------------------------- | -------------- | -------------- | -------------- | -------------- | -------------- | -------------- | -------------- | -------------- | -------------- | -------------- | -------------- | -------------- | -------------- |
| Джерело: The Weather Channel |                |                |                |                |                |                |                |                |                |                |                |                |                |

## Демографія
Згідно з переписом 2010 року, у місті мешкало 80 осіб у 36 домогосподарствах у складі 20 родин. Густота населення становила 161 особа/км².  Було 46 помешкань (93/км²).
Расовий склад населення:
| - 100,0 % — білих |

До двох чи більше рас належало 0,0 %. Частка іспаномовних становила 1,3 % від усіх жителів.
За віковим діапазоном населення розподілялося таким чином: 22,5 % — особи молодші 18 років, 56,2 % — особи у віці 18—64 років, 21,3 % — особи у віці 65 років та старші. Медіана віку мешканця становила 40,5 року. На 100 осіб жіночої статі у місті припадало 110,5 чоловіків;  на 100 жінок у віці від 18 років та старших — 100,0 чоловіків також старших 18 років.
Середній дохід на одне домашнє господарство  становив 42 512 долари США (медіана — 37 679), а середній дохід на одну сім'ю — 42 704 долари (медіана — 37 000). За межею бідності перебувало 1,0 % осіб, у тому числі 0,0 % дітей у віці до 18 років та 0,0 % осіб у віці 65 років та старших.
Цивільне працевлаштоване населення становило 56 осіб. Основні галузі зайнятості: будівництво — 26,8 %, транспорт — 17,9 %, роздрібна торгівля — 16,1 %.